# Las Flores (Maldonado)
Las Flores ist eine Ortschaft im Departamento Maldonado in Uruguay.

## Geographie
Sie befindet sich auf dem Gebiet des Departamento Maldonado in dessen Sektor 5. Der Río-de-la-Plata-Küstenort Las Flores wird westlich vom Badeort Bella Vista und östlich von Playa Verde eingefasst. Im Osten verläuft zudem der Arroyo de las Tarariras. Nächstgelegener Ort im Hinterland ist Estación Las Flores.

## Infrastruktur
Las Flores liegt an der Ruta 10.

## Einwohner
Las Flores hatte 2011 241 Einwohner, davon 108 männliche und 133 weibliche.
| Jahr | Einwohner |
| ---- | --------- |
| 1963 | 98        |
| 1975 | 107       |
| 1985 | 150       |
| 1996 | 235       |
| 2004 | 221       |
| 2011 | 241       |

Quelle: Instituto Nacional de Estadística de Uruguay